# Ilan Șor

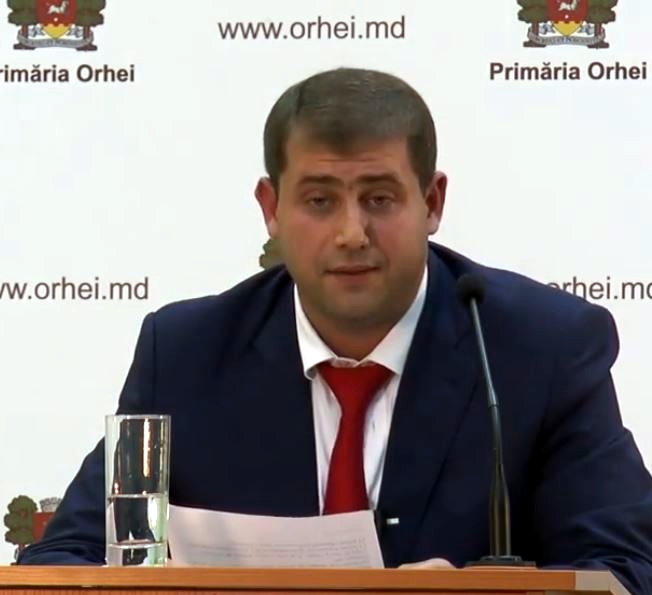
Ilan Șor, 2016

Ilan Șor (hebräisch אילן שור, russisch Илан Миронович Шор Ilan Mironowitsch Schor; * 6. März 1987 in Tel Aviv-Jaffa, Israel), auch Ilan Schor (und Ilan Shor), ist ein moldauischer, israelischer und russischer Unternehmer, Politiker und verurteilter Betrüger. Er war der Vorsitzende der 2023 verbotenen Șor-Partei und war von 2015 bis 2019 Bürgermeister von Orhei. Er wurde aufgrund seiner Verwicklung in den Diebstahl von über 700 Millionen US-Dollar aus Moldaus Bankensystem 2017 zu einer Haftstrafe verurteilt.

## Leben
Ilan Șor wurde als Sohn von Miron und Maria Șor geboren. Seine Eltern waren moldauische Juden aus Chișinău, die Ende der 1970er Jahre nach Israel gezogen waren. Die Familie kehrte um 1990 nach Chișinău zurück, wo sein Vater Unternehmer wurde. In einem Interview berichtete er, dass er mit 13 Jahren mit einem Handy-Laden sein erstes eigenes Geschäft aufbaute.
Ilan Șor besitzt mehrere moldauische Unternehmen, darunter eine Firma namens Dufremol und den Fußballverein FC Milsami. 2014 wurde er Vorstandsvorsitzender der Moldauischen Sparbank.
Im Juni 2015 wurde er mit 62 % der Stimmen zum Bürgermeister von Orhei gewählt und blieb bis zum April 2019 im Amt. Im Februar 2019 wurde er Abgeordneter des moldauischen Parlaments für die Șor-Partei, deren Vorsitzender er war.
Laut Berichten profitierten Unternehmen, mit denen Ilan Șor in Verbindung steht, entweder direkt oder indirekt von Darlehen von drei Banken, die an dem moldauischen Bankbetrugsskandal im Jahre 2014 beteiligt waren. In der Woche vor den moldauischen Parlamentswahlen 2014 wurden zwischen dem 24. und 26. November mehr als 750 Millionen US-Dollar (laut anderen Quellen bis zu 1 Milliarde US-Dollar) von den drei Banken gestohlen und an Konten von Scheinfirmen in Hongkong und dem Vereinigten Königreich überwiesen. Ein Transporter wurde am 27. November gestohlen und verbrannt, als er 12 Säcke mit Bankunterlagen transportierte. Aufzeichnungen über viele Transaktionen wurden auf den Computern der Banken gelöscht. Am 26. November 2014 gingen die Banken in Konkurs und wurden später unter die Sonderverwaltung der Nationalbank der Republik Moldau gestellt. Am 27. November beschloss die moldauische Regierung, angeführt von Premierminister Iurie Leancă, die drei Banken heimlich mit Notkrediten in Höhe von 870 Mio. US-Dollar aus staatlichen Reserven zu retten. Dies führte zu einem Defizit der öffentlichen Finanzen in Moldau, welches einem Achtel des Bruttoinlandsprodukts des Landes entsprach.
Im März 2015 wurde Ilan Șor vom Nationalen Antikorruptionszentrum (NAC) wegen seiner Arbeit bei der Moldauischen Sparbank verdächtigt, am Bankraub beteiligt zu sein. Am 17. März 2015 wurde er 8 Stunden lang befragt und Anti-Korruptions-Beamte beschlagnahmten sein persönliches Eigentum. Am 6. Mai 2015 wurde Șor zunächst unter Hausarrest gestellt. Nach einer Phase des Hausarrests durfte er sich wieder frei bewegen und sich zum Wahlkampf für den Posten des Bürgermeisters der Stadt Orhei anmelden. 2017 wurde Șor für Geldwäsche, Betrug und Vertrauensmissbrauch zu einer Haftstrafe von 7,5 Jahren verurteilt. Er legte Berufung gegen das Urteil ein.
Ilan Șor floh nach den Wahlen 2019 aus Moldau, als Maia Sandu für 5 Monate Ministerpräsidentin war. Seiner Partei werden Verbindungen zu Russland vorgeworfen; sie versucht den Kandidatenstatus Moldaus für die Europäische Union zu verhindern. Er selbst und seine russische Ehefrau wurden im Zuge von Russlands Überfall auf die Ukraine 2022 von den USA mit Sanktionen belegt. Er gilt als Drahtzieher bezahlter Demonstrationen gegen die Regierung und eine der Hauptfiguren im Bemühen des Kremls, das System des Landes zu untergraben.
Im Berufungsverfahren, das am 14. April 2023 endete, wurde die Gefängnisstrafe für Șor auf 15 Jahre erhöht. Die Republik Moldau bemüht sich um die Auslieferung Șors aus Israel. Moldaus Präsidentin Maia Sandu erklärte, das Urteil gegen Șor werde der Justiz in einem der korruptesten Länder Europas helfen, „ihre Legitimität wiederzuerlangen“.
Beim Referendum über die Mitgliedschaft der Republik Moldau in der Europäischen Union im Oktober 2024 soll Șor im Auftrag Russlands 130.000 Stimmen gekauft haben, um das Referendum zum Scheitern zum Bringen. Es war nur knapp angenommen worden.

## Persönliches
Ilan Șor ist seit 2011 mit der zehn Jahre älteren russischen Sängerin Jasmin verheiratet. Jasmin stammt aus einer Familie von Bergjuden aus Dagestan. Neben Jasmins Sohn aus einer früheren Ehe haben sie zwei eigene Kinder. Er hat die Staatsbürgerschaften von Moldau, Israel und (seit 2024) Russland.